# Castelo romano do Castelinho dos Mouros
O Castelo romano do Castelinho dos Mouros consiste numa antiga fortificação romana, situada na freguesia de Santa Bárbara de Padrões, no Município de Castro Verde, em Portugal.

## Descrição e história
O monumento está situado no interior do complexo mineiro de Mina de Neves-Corvo, junto do edifício da lavaria de estanho. Os vestígios da antiga fortificação são considerados como estando em boas condições de conservação. É composto essencialmente por duas áreas, uma zona central no interior de um quadrilátero de dimensões muito superiores, sendo os dois recintos divididos por uma plataforma em rocha, parcialmente alisada e quase totalmente inclinada. As paredes do núcleo central e os muros são em aparelho de xisto sem argamassa, embora consolidado por barro. As paredes foram construídas em cima do afloramento rochoso, e possuem uma espessura variável entre os 0,60 e 1 m. A alguns metros de distância do afloramento correspondente à segunda plataforma, no sentido Sul, foi identificada uma outra área construtiva, em piores condições de conservação, que seria uma terceira plataforma, onde foram descobertas paredes formando compartimentos de grandes dimensões, parecidos aos encontrados na face Norte. Foram apontadas várias funções para esta terceira plataforma, que podia servir para fins económicos.
O espólio encontrado no local é composto por metade de uma moeda em bronze, fragmentos de peças em ferro e uma de chumbo, e vários cacos de cerâmica, incluindo peças de transporte, pesos de tear, cerâmica fina, fragmentos de cerâmica campaniense, terra sigillata, e cerâmica de construção.